# Gerard Johan Staal

Gerard Johan Staal

Gerard Johan Staal (* 5. September 1870 in Den Haag; † 15. November 1936 ebenda) war ein niederländischer Kolonialbeamter, der unter anderem zwischen 1916 und 1919 sowie erneut 1920 Gouverneur von Niederländisch-Guayana (Suriname) war.

## Leben
Gerard Johan Staal, Sohn eines Beamten, war während der Amtszeit von Gouverneur Alexander Willem Frederik Idenburg zwischen 1906 und 1908 Sekretär der Regierung von Niederländisch-Guayana (Suriname) und daraufhin von 1908 bis 1909 Beamter im Kolonialministerium. Im Anschluss wurde er im Oktober 1909 Generalsekretär der Regierung von Niederländisch-Ostindien und bekleidete diese Funktion bis zum 1. Januar 1913, wobei er als solcher engster Mitarbeiter von Alexander Willem Frederik Idenburg war, der nunmehr von 1909 bis 1916 Generalgouverneur von Niederländisch-Ostindien war. Nach seiner Rückkehr bekleidete er vom 1. Januar 1912 bis November 1916 das Amt des Generalsekretärs des Kolonialministeriums (Ministerie van Koloniën).
Am 25. November 1916 wurde Staal als Nachfolger von Willem Dirk Hendrik Baron van Asbeck Gouverneur von Niederländisch-Guayana (Suriname) und bekleidete dieses Amt formell bis zum 25. November 1919, woraufhin Lambertus Johannes Rietberg kommissarischer Gouverneur wurde. Am 15. Juli 1919 übernahm er das Gouverneursamt erneut und behielt dieses bis zum 16. Dezember 1920, woraufhin Lambertus Johannes Rietberg abermals kommissarischer Gouverneur wurde.
Nachdem Gerard Johan Staal aus Paramaribo zurückgekehrt war, war er unter anderem Vorsitzender der Kommission zur Anwerbung künftiger Beamter, Mitglied des Verwaltungsrats des Unterstützungsfonds für Studierende aus Westindien sowie zwischen 1922 und 1923 Vorsitzender des Beratungsausschusses zur Überarbeitung der westindischen Regierungsvorschriften.